# クリーブランド・キャバリアーズのチーム記録
クリーブランド・キャバリアーズチーム記録はNBAのクリーブランド・キャバリアーズのチーム記録である。
現役選手の記録も取り上げる。各部門のランク中（現役）は現在このチームに在籍していることを表す。

## 通算得点
1. 23,119　レブロン・ジェームズ（現役）
2. 10,616　ジードルナス・イルガスカス
3. 10,389　ブラッド・ドアティ
4. 10,265　オースティン・カー
5. 9,543　マーク・プライス
6. 9,513　ビンゴ・スミス
7. 8,504　ホット・ロッド・ウィリアムズ
8. 8,232　カイリー・アービング（現役）
9. 8,232　ケビン・ラブ（現役）
10. 7,257　ラリー・ナンス

## 通算リバウンド
1. 6,190　レブロン・ジェームズ（現役）
2. 5,904　ジードルナス・イルガスカス
3. 5,567　トリスタン・トンプソン（現役）
4. 5,227　ブラッド・ドアティ
5. 4,669　ホット・ロッド・ウィリアムズ
6. 4,493　ケビン・ラブ（現役）
7. 4,454　アンダーソン・バレジャオ
8. 3,790　ジム・チョーンズ
9. 3,561　ラリー・ナンス
10. 3,551　ジム・ブリュワー

## 通算アシスト
1. 6,228　レブロン・ジェームズ（現役）
2. 4,206　マーク・プライス
3. 2,311　ジョン・バグリー
4. 2,235　テレル・ブランドン
5. 2,115　フッツ・ウォーカー
6. 2,114　カイリー・アービング（現役）
7. 2,052　ダリアス・ガーランド（現役）
8. 2,028　ブラッド・ドアティ
9. 2,015　アンドレ・ミラー
10. 1,820　オースティン・カー

## 通算ブロック(73-74シーズンから)
1. 1,269　ジードルナス・イルガスカス
2. 1,200　ホット・ロッド・ウィリアムズ
3. 1,087　ラリー・ナンス
4. 695　レブロン・ジェームズ（現役）
5. 461　トリスタン・トンプソン（現役）
6. 450　ジム・チョーンズ
7. 430　ロイ・ヒンソン
8. 397　ブラッド・ドアティ
9. 392　アンダーソン・バレジャオ
10. 353　ジム・ブリュワー

## 通算スティール(73-74シーズンから)
1. 1,376　レブロン・ジェームズ（現役）
2. 734　マーク・プライス
3. 722　フーツ・ウォーカー
4. 661　クレイグ・イーロー
5. 621　テレル・ブランドン
6. 587　ホット・ロッド・ウィリアムズ
7. 530　ロン・ハーパー
8. 518　アンダーソン・バレジャオ
9. 504　カイリー・アービング（現役）
10. 474　ジョン・バグリー

## 出場試合
1. 849　レブロン・ジェームズ（現役）
2. 771　ジードルナス・イルガスカス
3. 723　ダニー・フェリー
4. 720　ビンゴ・スミス
5. 668　トリスタン・トンプソン（現役）
6. 661　ホット・ロッド・ウィリアムズ
7. 635　オースティン・カー
8. 596　アンダーソン・バレジャオ
9. 582　マーク・プライス
10. 548　ブラッド・ドアティ

## 3ポイントシュート（NBAでは79-80より公式記録）成功
1. 1,251　レブロン・ジェームズ（現役）
2. 1,096　ケビン・ラブ（現役）
3. 802　マーク・プライス
4. 723　カイリー・アービング（現役）
5. 685　ダリアス・ガーランド（現役）
6. 628　セディ・オスマン（現役）
7. 585　J・R・スミス
8. 578　ダニエル・ギブソン
9. 550　ウェズリー・パーソン
10. 543　ダニー・フェリー

## フリースロー成功
1. 5,130　レブロン・ジェームズ（現役）
2. 2,741　ブラッド・ドアティ
3. 2,495　ジードルナス・イルガスカス
4. 2,106　ホット・ロッド・ウィリアムス
5. 1,883　マーク・プライス
6. 1,719　オースティン・カー
7. 1,627　キャンピー・ラッセル
8. 1,561　ケビン・ラブ（現役）
9. 1,491　カイリー・アービング（現役）
10. 1,406　ワールド・B・フリー

## 50得点以上
- 71得点　ドノバン・ミッチェル（vs シカゴ・ブルズ 2023年1月3日）
- 57得点　カイリー・アービング（vs サンアントニオ・スパーズ 2015年3月12日）
- 56得点　レブロン・ジェームズ（vs トロント・ラプターズ 2005年3月20日）
- 55得点　レブロン・ジェームズ（vs ミルウォーキー・バックス 2009年2月20日）
- 55得点　カイリー・アービング（vs ポートランド・トレイルブレイザーズ 2015年1月28日）
- 52得点　レブロン・ジェームズ 2回 （vs ミルウォーキー・バックス 2005年12月10日）, （vs ニューヨーク・ニックス 2009年2月4日）
- 51得点　レブロン・ジェームズ 3回（vs ユタ・ジャズ 2006年1月21日）, （vs メンフィス・グリズリーズ 2008年1月15日）, （vs サクラメント・キングス 2009年3月13日
- 50得点　ドノバン・ミッチェル（vs オーランド・マジック 2024年5月3日）（プレーオフ）
- 50得点　ダリアス・ガーランド （vs ミネソタ・ティンバーウルブズ 2022年11月14日）
- 50得点　レブロン・ジェームズ（vs ニューヨーク・ニックス 2008年3月5日）
- 50得点　ウォルト・ウェスレイ（英語版）（vs シンシナティ・ロイヤルズ 1971年2月19日）

## その他
- シーズン平均得点
- 31.4　レブロン・ジェームズ[1]
- 新人1試合最多得点
  - 41　レブロン・ジェームズ
  - 22.9　ロン・ハーパー(1試合平均）[2]
- トリプルダブル
  - 64回　レブロン・ジェームズ[3]
  - 5回　ジョン・ジョンソン
  - 4回　ブラッド・ドアティ、アンドレ・ミラー
- 単一クォーターにおける最多得点
  - 34得点  ケビン・ラブ
- マイク・フラテロヘッドコーチ時代には、彼の戦術の結果、ロースコアで終わるゲームがしばしば見られた。

## 主なアメリカ国籍以外の選手
- ジードルナス・イルガスカス(リトアニア)
- アンダーソン・ヴァレジャオ(ブラジル)
- サーシャ・パブロビッチ（セルビア）
- トリスタン・トンプソン(カナダ)
- マシュー・デラベドバ(オーストラリア)
- ティモフェイ・モズコフ(ロシア)
- リッキー・ルビオ（スペイン）
- ラウル・ネト（ブラジル）
- ママディ・ディアキテ（ギニア）